# Narasimha

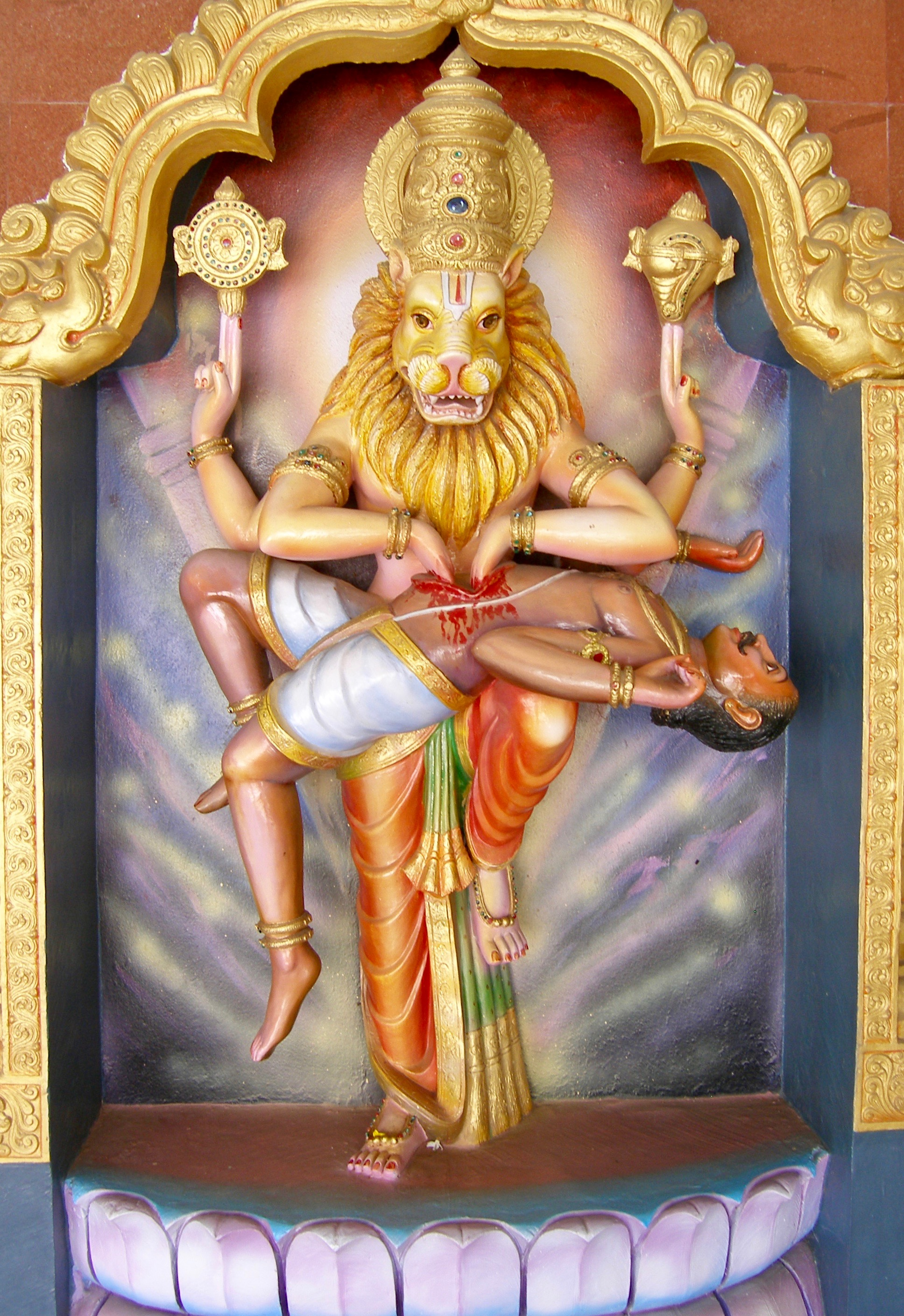
Vishnus Inkarnation als Narasimha tötet den Dämonen Hiranyakashipu

Narasimha (Sanskrit, m. नरसिंह, Narasiṃha, wörtlich „Menschlöwe“) gilt im Hinduismus als der vierte Avatara Vishnus, dessen Form halb Mensch, halb Löwe war.

## Mythos

### Hiranyakashipus Buße
Die Puranas, die alten Bücher über die Götter, berichten über den Dämonenkönig mit dem Namen Hiranyakashipu (Hiranya=„Gold“; Kashipu=„weiche Federn“ oder „Bett“; jener, der Gold und weiche Betten liebt), der einst über die Welt geherrscht haben soll, aber letztlich von Vishnu in seiner Erscheinung als Narasimha getötet wurde:
Unablässig verfolgt Hiranyakashipu seinen Sohn Prahlada, der sein Leben Vishnu geweiht hatte. Nach jahrelanger extremer Askese wird die Macht des Dämonenkönigs so groß, dass sie das gesamte Universum stört. Von den Devas, den Himmlischen, gedrängt, erscheint Brahma vor ihm. Hiranyakashipu bittet Brahma um die Gunst, unter folgenden Bedingungen nicht zu sterben oder getötet zu werden:
- Durch kein von ihm (Brahma) geschaffenes Wesen.
- Weder innerhalb eines Hauses noch außerhalb eines Hauses.
- Weder am Tage noch in der Nacht.
- Weder auf dem Boden noch in der Luft.
- Weder durch einen Menschen noch durch ein Tier.
- Weder durch eine Waffe noch durch die Hand eines lebenden oder leblosen Wesens.
- Weder durch einen Deva, einen Himmlischen, noch durch einen Dämon (Asura).

Zudem erbat er alle mystischen Kräfte (Siddhi), Alleinherrschaft über alle Lebewesen und die herrschenden Gottheiten. Brahma gewährte ihm die Segnungen, da er mit seinen Bußübungen zufrieden war. (Bhagavatapurana 7.3.35–38)

### Hiranyakashipu und sein Sohn Prahlada
In der falschen Gewissheit, durch Brahmas Segnungen die Unsterblichkeit erlangt zu haben, beginnt Hiranyakashipu seine Herrschaft über das gesamte Universum. Außer Brahma selbst, Shiva und Vishnu untersteht jeder seiner Kontrolle. Als Sein Sohn Prahlada seine Schulfreunde in der Verehrung Vishnus unterweist, befragt er dessen Lehrer. Beide bestätigen ihm, dass Prahladas Vishnu-Bhakti aus ihm selbst kommt, dass es niemanden gibt, der ihn beeinflusst. Das kann der Dämonenkönig kaum glauben. Sein Sohn, ein Verehrer Vishnus, seines Erzfeindes, der seinen Bruder Hiranyaksha getötet hat? So lässt er seinen Sohn zu sich rufen. Als er die Wahrheit erkennt, ordnet Hiranyakashipu augenblicklich die Hinrichtung seines Sohnes an. „Dieser Junge ist der Mörder meines Bruders, er verließ seine wohlmeinende Familie, um Vishnu wie ein Diener zu verehren. Genauso wie ein kranker Körperteil amputiert werden muss, damit der Körper gesund leben kann, muss in ähnlicher Weise ein feindlich gesinnter Sohn zum Wohl der Familie getötet werden.“ (Bha 7.5.35,37)
So versuchten die dämonischen Gehilfen Prahlada zu töten, indem sie ihn mit einem Dreizack aufspießten. Auf Prahlada, der vollkommen in Meditation über Vishnu versunken war, hatten die Waffen keine Wirkung. So warf man ihn unter die Füße riesiger Elefanten, dann mitten unter furchterregende Schlangen, man stürzte ihn von einem Berggipfel, warf riesige Steine auf ihn, gab ihm Gift zu essen, man ließ ihn hungern, setzte ihn den Naturgewalten aus, doch sein Sohn war nicht zu töten. Seine Unfähigkeit, ihn töten zu können, versetzte Hiranyakashipu in Angst. Nicht wissend was zu tun ist, lässt er seinen Sohn wieder von seinen dämonischen Lehrern unterrichten.
Prahlada unterweist weiterhin seine Kameraden, die Söhne anderer Dämonen, in der Verehrung Vishnus. Diese finden mehr und mehr Gefallen daran. Den Lehrern bleibt das nicht verborgen und angsterfüllt wenden sie sich an Hiranyakashipu, um ihn über die bedrohliche Situation zu unterrichten.

### Narasimhas Erscheinen

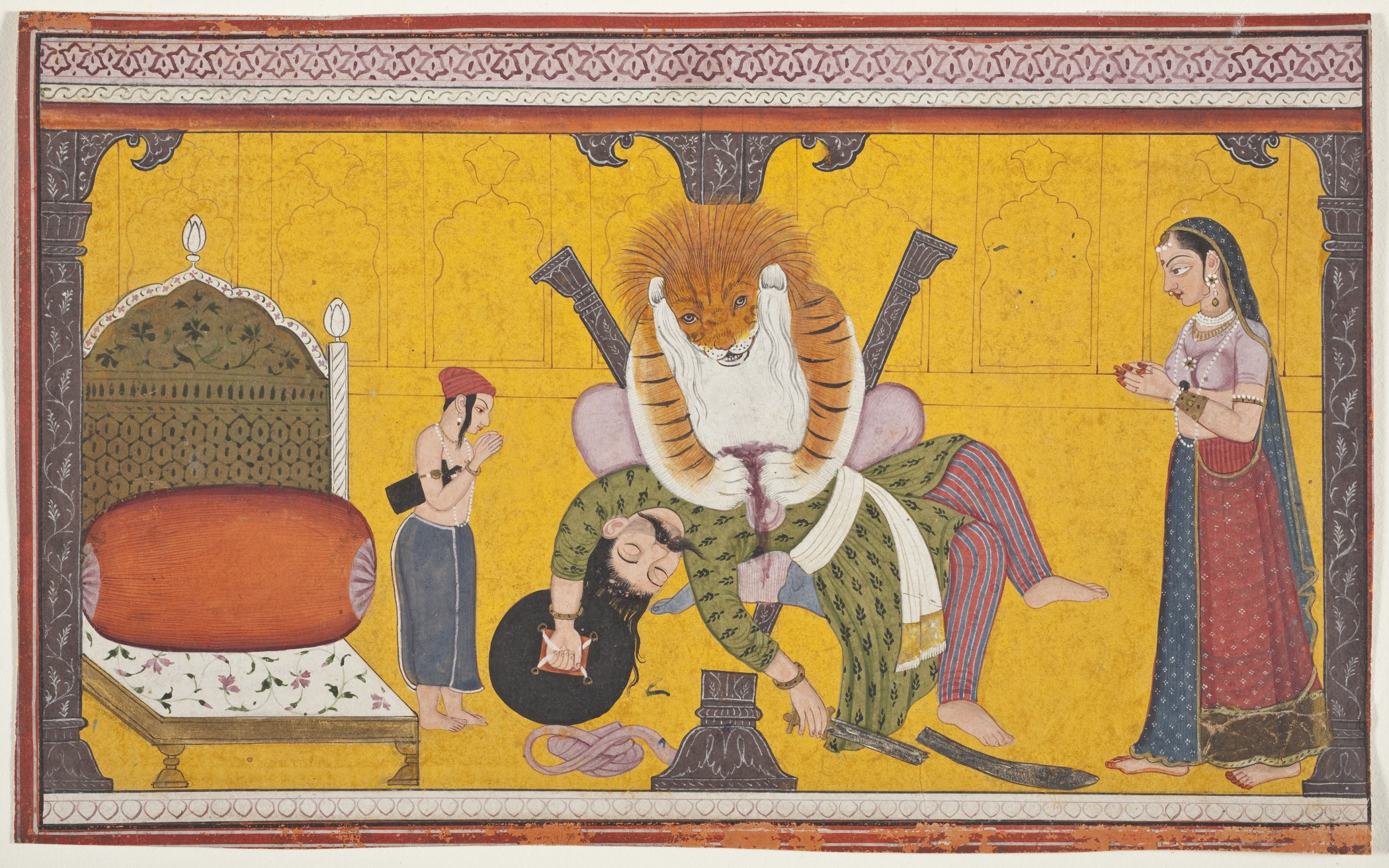
Narasimha tötet Hiranyakashipu, während Prahlada und seine Mutter andächtig verharren. Miniatur aus einem Bhagavatapurana, um 1760–1770

Hiranyakashipu wird so zornig, dass er am ganzen Körper zittert. Unwiderruflich beschließt er, seinen Sohn zu töten. „Du Schurke, wenn ich zornig werde erzittern alle Welten mitsamt ihren Führern. Durch welche Kraft bist du so dreist geworden, dich furchtlos meiner Herrschergewalt zu widersetzen?“ Prahlada erwidert: „Mein lieber König, meine Kraft stammt aus der gleichen Quelle wie deine Kraft. Alle Kräfte kommen aus demselben Urgrund. Ohne ihn kann niemand Stärke erlangen. Sei es Brahma oder ein unbedeutendes Wesen, alle unterstehen der Kontrolle seiner Macht.“ „O du Unglückseliger“ sprach Hiranyakashipu, „du hast immer von einem höchsten Wesen gesprochen, das alldurchdringend über alles herrscht. Wo ist er jetzt? Befindet er sich etwa in dieser Säule hier? Du sprichst viel Unsinn, daher werde ich dir jetzt den Kopf vom Körper trennen. Ich möchte nun sehen, wie dich dieser Hari (Vishnu) beschützt.“ (Bha 7.8.6–7/12–13)
Der mächtige König Hiranyakashipu beschimpft seinen Sohn, greift mit einer Hand wutentbrannt zum Schwert und schlägt mit der Faust voll ohnmächtigem Zorn gegen die Säule. „Daraufhin erklingt aus der Säule ein beängstigendes Grollen. Es klingt, als ob jeden Augenblick das Universum zerspringen würde. Das Grollen dringt bis zu den Halbgöttern, die denken: 'Nun werden unsere Planeten zerstört.' Hiranyakashipu, der gerade seinen Sohn töten will, hört dieses gewaltige Geräusch, ein dröhnender wunderbarer Klang, der noch von niemandem gehört wurde. Die anderen Dämonen fürchten sich. Keiner von ihnen kann die Quelle des Grollens finden. Um Prahlada zu beschützen und seine Worte über seine Allgegenwart zu bestätigen, manifestierte der höchste Herr Vishnu innerhalb der Säule seine wunderbare Gestalt, die weder Mensch noch Löwe war. Während Hiranyakashipu umherblickt, tritt die erstaunliche Gestalt Narasimhadevas aus der Säule hervor.“ (Bha 7.8.15–18)
Narasimha spielt mit Hiranyakashipu, wie eine Katze mit einer Maus. Als die Dämmerung hereintritt, packt er ihn, setzt sich auf die Schwelle des Palastes und legt sich Hiranyakashipu auf seinen Schoss und zerreißt ihn mit seinen diamantharten Nägeln. Alle Segnungen Brahmas konnten ihn nicht vor seinem Tod bewahren. Er starb nicht am Tag und auch nicht in der Nacht, weder durch einen Menschen noch ein Tier noch einen Deva (sondern durch Vishnu, der auch Devadeva, Gott der Götter genannt wird). Er starb weder auf Erden noch in der Luft, weder innerhalb noch außerhalb seines Palastes, weder durch eine Waffe noch durch eine belebte oder unbelebte Hand.
Narasimha wurde unter der Kriegerkaste besondere Verehrung zuteil. Heutzutage wird Narasimha allgemein von den Vaishnavas verehrt, die von ihm Schutz auf dem Weg der Bhakti erbitten. Zu Ehren Narasimhas finden an seinem Geburtstag Anfang Mai in mehreren Dörfern der Region um Thanjavur Aufführungen des Tanzdramas Bhagavata Mela statt.